# Nationalpark Weerribben-Wieden
Zusammen mit De Weerribben bildet De Wieden den etwa 90 km² großen Nationalpark Weerribben-Wieden in der niederländischen Provinz Overijssel. Hierbei handelt es sich um die größte Sumpflandschaft Westeuropas, die aus Moor- und Feuchtwiesen, Schilfgebieten, Sumpf- und Bruchwäldern besteht.

## Entstehung
Obwohl die Landschaft des Naturparks Weerribben-Wieden urwüchsig wirkt, wurde sie seit dem 12. Jahrhundert beständig durch den Menschen geformt. Deiche wurden angelegt (wodurch der Einfluss der Zuiderzee abnahm) und künstliche Gräben, die das Gebiet entwässerten, um es so bewohnbar zu machen. Der Entdeckung des Torfs als Brennmaterial verdankte die Region über Jahrhunderte hinweg ihren wichtigsten Broterwerb.

### Torfgewinnung
Der Torf wurde zunächst in langen Bahnen ausgestochen, wobei man immer auch Abschnitte („legakkers“ genannt) aussparte, um den Aushub darauf trocknen zu lassen. Die Nachfrage nach Torf als Brennmaterial war so groß, dass man die Zuglöcher immer breiter machte. Als Folge davon vernichteten Stürme die schmalen Zwischendämme, wodurch große Teiche in den Wieden entstanden. Nach zwei großen Stürmen (1775 und 1776) verschwand sogar das Dorf „Beulake“ in den Fluten.
In den Weerribben kam die Torfgewinnung erst später in Gang. Auf Grund der negativen Erfahrungen in den Wieden wurden feste Regeln an die Mindestbreite, die die Zwischendämme haben mussten, aufgestellt. Größere Wasseransammlungen wurden dadurch vermieden. Auch im Namen „Weerribben“ spiegelt sich die Torfabbaukultur wider: „Ribben“ (Rippen) nennt man die schmalen Abschnitte, auf denen der ausgestochene Torf zum Trocknen gelegt wurde. „Weren“ (Wehre) sind die „abgebussten“ Stellen, die wieder mit Wasser vollliefen.

### Entwicklung ab 1920
Die Torfgewinnung blieb bis 1920 von großer Bedeutung für die Region. Mit dem Aufkommen neuer Brennmaterialien wurde sie jedoch unrentabel. Die Bewohner sahen sich nach anderen Einkommensquellen um und fanden sie in der Landwirtschaft, der Fischerei und im Schilfanbau. Auch wurde man sich des natürlichen und kulturhistorischen Reichtums der durch Menschenhand gestalteten Landschaft zunehmend bewusster. Da die Landwirtschaft in einem Moorgebiet sehr arbeitsintensiv ist, weil alles mit Booten herbeigeschafft werden muss, gaben viele Bauern auf und verkauften ihr Land an Naturschutzorganisationen.

## Natur und Landschaft
Wasser und Land wechseln im Nationalpark Weerribben-Wieden einander ab. Dadurch entstehen Lebensräume für allerlei Tiere und Pflanzen, wie beispielsweise den Großen Feuerfalter, die Trauerseeschwalbe, den Otter und – unter den Pflanzen – die Sumpf-Wolfsmilch, das Herzblatt oder das Sumpf-Glanzkraut. Ihren Status als Nationalpark verdanken die Weerribben und Wieden dem enormen Artenreichtum des Gebiets. Dort findet man Seen, Gräben und Kanäle, Weiden, Röhricht sowie Sumpfwälder. Jeder dieser Landschaftstypen ist wertvoll, da er das Vorkommen spezifischer Pflanzen und Tiere begünstigt.
Offene Gewässer

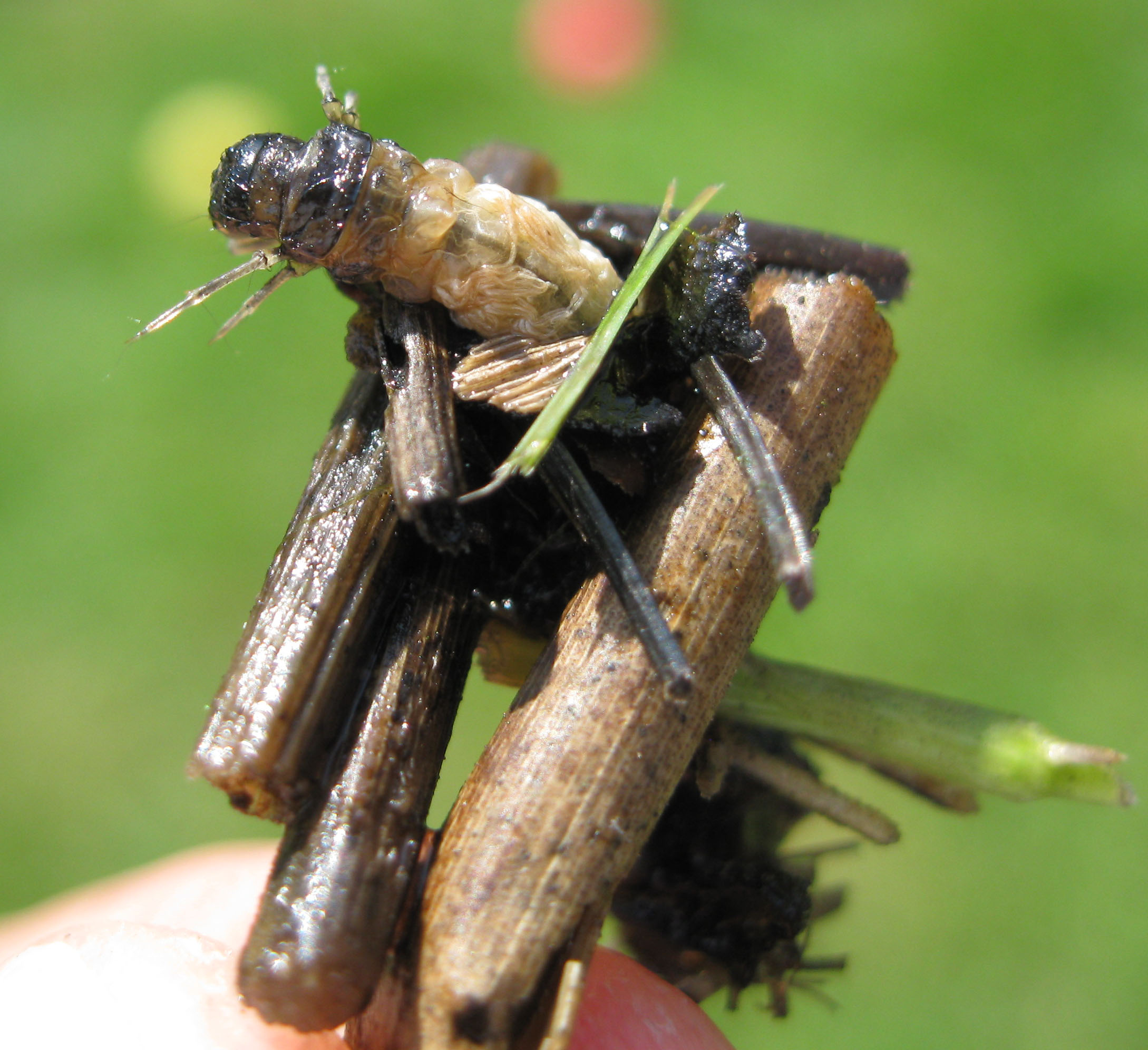
Köcherfliegenlarve beim Verlassen ihres Gehäuses

Wasser ist der Hauptbestimmungsfaktor im Nationalpark Weerribben-Wieden. In den ruhigen Gewässern der Gräben und Zuglöcher wachsen unter anderem die Europäische Seekanne, der Froschbiss oder die Krebsschere. Entlang der Ufer gedeihen Seggen, Fluss-Ampfer, Wasserminze und Ried. Auf und im Wasser leben typische Sumpfbewohner; nebst dem Otter viele Arten von Wasservögeln und Insekten. In sauberen Gewässern findet man Fische wie das Rotauge, den Steinbeißer oder den Hecht sowie zahlreiche Wasserinsekten, beispielsweise den Rückenschwimmer oder Libellen- und Köcherfliegenlarven.
Schwingmoore
Besonders wertvoll sind auch die sogenannten „Schwingmoore“. Als wichtiges Stadium beim Prozess der Verlandung bilden sie schwimmende Pflanzendecken, die nicht gut, beziehungsweise noch nicht begehbar ist. Nur mit Hilfe von sauberem, klaren Wasser kann diese Verlandungsphase in Gang kommen. Hier findet man Orchideen wie das Sumpf-Glanzkraut oder die Sumpf-Weichorchis und für das geschulte Auge ist das sehr seltene Scorpidium scorpioides erkennbar.
Wiesen und Schilf
Wurzeln beziehungsweise Wurzelstöcke neigen dazu, sich unter Wasser zu verflechten, wodurch schwimmende „Pflanzenteppiche“ entstehen. Haben sie eine gewisse Stärke erreicht, sind sie sogar begehbar. An ihren Rändern findet man Pflanzen, die auf feuchten, nährstoffarmen Wiesen gedeihen. Die Kuckucks-Lichtnelke, das Sumpf-Läusekraut und diverse Arten Orchideen wachsen hier. Die blumenreichen Mähweiden ziehen allerlei Insekten wie den Aurorafalter und den Braunfleckigen Perlmuttfalter an, die ihrerseits eine Nahrungsquelle für zahlreiche Vogelarten darstellen.
Im Röhricht selbst kommen wieder andere Arten wie die Binsenschneide oder die Sumpf-Gänsedistel vor. Eine besondere Bedeutung hat das Schilf für Vögel; das Blaukehlchen und die Rohrdommel finden dort Brut- und Unterschlupfmöglichkeiten. Deshalb ist es wichtig, dass jedes Jahr ein Teil des Rieds stehenbleibt – das sogenannte „overjarige riet“. Teichrohrsänger und Sumpfrohrsänger bauen ihr Nest bevorzugt in alten Riedstängeln, aber auch die Zwergmaus findet man dort.
Moorwälder und Entenfallen

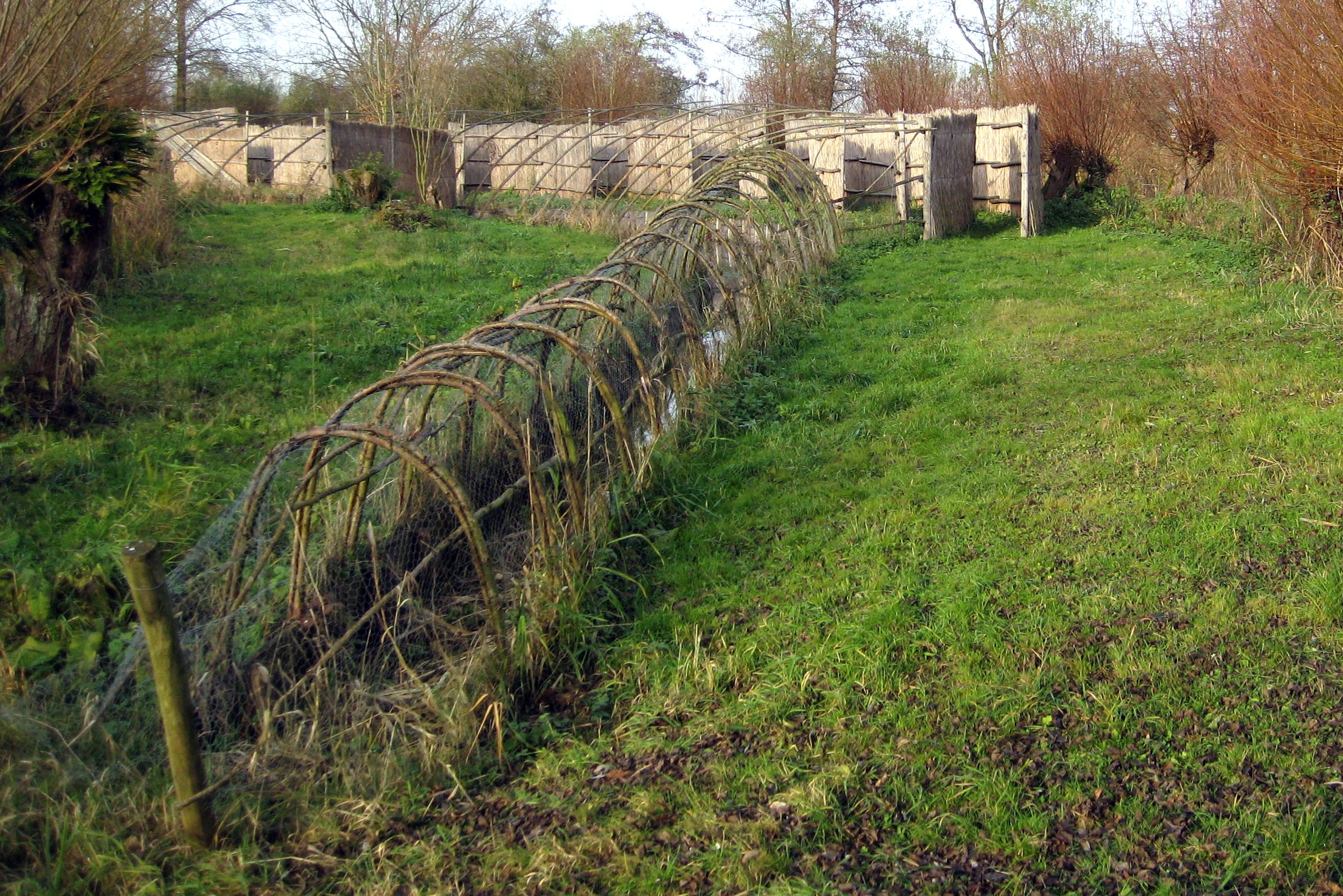
Fangreuse einer Entenfalle im Naturschutzgebiet „t’Broek“

Zahlreiche Sumpfwälder sind erst nach 1950 entstanden. Es wurde immer weniger Ried gemäht, weil der Ertrag durch altes, vertrocknetes Röhricht abnahm. Auch junge Bäume wurden nicht länger entfernt und konnten somit gedeihen. Rund um Kalenberg, Dwarsgracht und Belt-Schutsloot entstanden dadurch viele Sumpfwälder, doch sind die Wälder um die Entenfallen noch sehr viel älter. Die meisten Vogelkojen wurden im 19. Jahrhundert eingerichtet, wobei der Fänger rund um den Fangplatz Bäume pflanzte. Der Käfig formte so einen „beschützenden“ Ort in der offenen Landschaft, wohin die Enten zum Ausruhen kamen. Gegenwärtig suchen Otter und Baummarder Schutz und Ruhe in den alten Käfigen.
In Westeuropa wurde der Fang von Wasservögeln in großem Maßstab in diesen sogenannten „Entenkojen“ durchgeführt. Eine solche Anlage bestand üblicherweise aus einem zentralen Teich von dem Kanäle ausgingen, die mit Netzen überspannt waren und in einer Sackgasse endeten. Durch Lockvögel, Anfütterung sowie das Treiben durch eigens dafür ausgebildete Hunde konnten auf die Art Massenfänge von tausenden Enten erzielt werden. Heute nutzt man die Erfahrung mit Entenkojen zum Fang von Wasservögeln für die Beringung in der Zugvogelforschung.